# Metasia suppandalis
Metasia suppandalis is een vlinder uit de familie van de grasmotten (Crambidae), uit de onderfamilie van de Spilomelinae. De wetenschappelijke naam van deze soort is voor het eerst voorgesteld als Pyralis suppandalis door Jacob Hübner in een publicatie uit 1823.
De soort komt voor in Frankrijk, Portugal, Spanje, Canarische Eilanden, Rusland, de Balkan, Turkije, Cyprus, Israël, Iran, Marokko, Algerije en Tunesië.